# We ♥ Katamari
 (mars 2020).
Si vous disposez d'ouvrages ou d'articles de référence ou si vous connaissez des sites web de qualité traitant du thème abordé ici, merci de compléter l'article en donnant les références utiles à sa vérifiabilité et en les liant à la section « Notes et références ».
We ♥ Katamari (みんな大好き塊魂, Minna daisuki Katamari Damashii, litt. « Tout le monde aime Katamari Damacy ») est un jeu vidéo d'action-réflexion développé et édité par Namco, sorti en 2005 sur PlayStation 2. Il fait suite à Katamari Damacy sorti en 2004 sur la même machine.
Une version remastérisée intitulée We Love Katamari Reroll+ Royale Reverie est disponible depuis le 2 juin 2023 sur Nintendo Switch, PlayStation 4, PlayStation 5, Microsoft Windows, Xbox One et Xbox Series.

## Histoire
À la surprise du Roi de tout le Cosmos, le jeu Katamari Damacy, qui consistait à faire rouler une boule collante pour la faire grossir et qu'il considère comme un jeu de flemmard, a rencontré un très grand succès et il est désormais très populaire sur Terre. Les terriens font alors beaucoup de demandes au Roi. Celui-ci décide donc d'envoyer le Prince pour accomplir les tâches que lui confient ses commanditaires. Il profite des katamaris formés pour créer des planètes et ainsi remplir le Cosmos.
On assiste aussi à une série de scènes cinématiques retraçant l'histoire du Roi, en montrant les passages les plus importants.

## Système de jeu
Suite de Katamari Damacy, le jeu en reprend la dynamique en tentant d'apporter plus de diversité. Par exemple, le joueur peut maintenant aller dans l'eau.
Le joueur déplace le Prince qui roule une boule (nommée Katamari) à l'aide des deux sticks analogiques de la manette. Celle-ci  enroule autour d'elle tout ce qui se trouve sur son passage, grossissant au fur et à mesure,. Le Katamari commence par de petits objets (sous, crayons, dés) et en grossissant peut ainsi grimper sur des zones plus élevées et attraper des objets plus gros (nuages, montagnes, immeubles). Si le Katamari fonce dans un objet trop gros pour lui, les objets qui y sont collés vont se détacher et diminuer sa taille,. Cette boule se manipule comme un tank : il faut pousser les deux sticks analogiques pour avancer, pousser le stick analogique gauche pour tourner à droite et pousser le stick analogique droit pour aller à gauche. Quelques subtilités de gameplay sont proposées, comme la possibilité de faire demi-tour sur simple pression sur L3 et R3. Le but du jeu varie d'un niveau à l'autre. Il faut parfois attraper un nombre d'objets donné en un temps maximum, atteindre un certain diamètre…
We Love Katamari diffère de son prédécesseur avec de nouveaux niveaux de jeux. Entre autres, on peut y créer une tête de bonhomme de neige, rouler un lutteur sumo dans la nourriture pour augmenter sa masse, collecter des enfants pour les amener à l'école. De nouveaux objectifs sont débloqués après avoir réussi les missions.
Dans la plupart des niveaux, le joueur peut trouver un "cousin" du Prince qui, une fois capturé devient un personnage que l'on peut jouer. On y trouve aussi des "présents royaux" qui contiennent des vêtements que le Prince et les cousins peuvent porter.
Le jeu contient un mode coopératif où les joueurs contrôlent chacun une moitié de Katamari et doivent travailler ensemble à amasser les objets. il contient également un mode "bataille" où chaque joueurs compétitionnent pour rouler le plus gros Katamari.

## Développement
Namco annonce We Love Katamari en avril 2005. Keita Takahashi, créateur de Katamari Damacy, s'oppose à l'idée de faire une suite, croyant que l'industrie dépend trop des suites et que la qualité et la créativité des jeux s'en trouvent diminué. Takahashi accepte de diriger le prochain Katamari Damacy 2 lorsque Namco déclare que le jeu se fera avec ou sans lui,.
Comme le premier jeu, We Love Katamari focus sur les personnages et l'environnement, fortement stylisé et de nature étrange. Les modes multi-joueurs devaient être introduit dans Katamari Damacy mais avait été mis de côté dû à des contraintes de temps.

## Réception
Le jeu paraît au Japon le 7 juillet 2005 sous le nom Minna Daisuki Katamari Damacy. We love Katamari paraît en Amérique du nord le 20 septembre 2005 et en Europe le 2 février 2006. Metacritic donne au jeu une note de 86 sur 100.
Durant la 9e édition de DICE Awards en février 2006, We Love Katamari reçoit le prix "Jeu pour enfant de l'année" par l'Academy of Interactive Arts and Sciences.

## Musique
La trame sonore officielle paraît au Japon le 20 juillet 2005,. Elle consiste en 18 chansons par des compositeurs de Namco dont Akitaka Tohyama, Asuka Sakai, et Yuu Miyake.

## À noter
Contrairement au premier épisode, We ♥ Katamari est sorti en France, au prix de 60 € environ, alors qu'il était sorti à un prix équivalent à 30 € au Japon et aux États-Unis.